# Fuerza Aérea Letona
La Fuerza Aérea Letona (en letón: Latvijas Gaisa spēki) es la rama de las Fuerzas Armadas de Letonia cuya función es la vigilancia del espacio aéreo de Letonia. Fue establecida en 1992.
Debido a que no cuenta con capacidad de combate aéreo, la defensa aérea de Letonia, al igual que la de Estonia y Lituania, está garantizada desde el 30 de marzo de 2004 por la OTAN, la cual efectúa una rotación cada cuatro meses entre sus Estados miembros, los cuales llegado su turno tienen que enviar cuatro aeronaves a Lituania con la misión de realizar el control aéreo de los tres países bálticos, en una misión denominada Patrulla Aérea Báltica (más conocida por su denominación en inglés Baltic Air Policing).

## Aeronaves y equipamiento
La Fuerza Aérea de Letonia cuenta con las siguientes unidades:
| Aeronave           | Origen          | Tipo                         | Versiones | En servicio | Notas   |
| Aviones            | Aviones         | Aviones                      | Aviones   | Aviones     | Aviones |
| ------------------ | --------------- | ---------------------------- | --------- | ----------- | ------- |
| Let L-410 Turbolet | Checoslovaquia  | Avión de transporte          | L-410T    | 1           |         |
| Antonov An-2       | Unión Soviética | Avión utilitario             | An-2      | 2           |         |
| PZL-104 Wilga      | Polonia         | Avión utilitario             | PZL-104   | 5           |         |
| Helicópteros       |                 |                              |           |             |         |
| Mil Mi-2           | Unión Soviética | Helicóptero de transporte    | Mi-2      | 3           |         |
| Mil Mi-8           | Unión Soviética | Helicóptero de transporte    | Mi-8MTV-1 | 4           |         |
| Agusta A109        | Italia          | Helicóptero utilitario y SAR | A109E     | 2           |         |